# Liste der Kulturdenkmale von Schloss und Park Machern

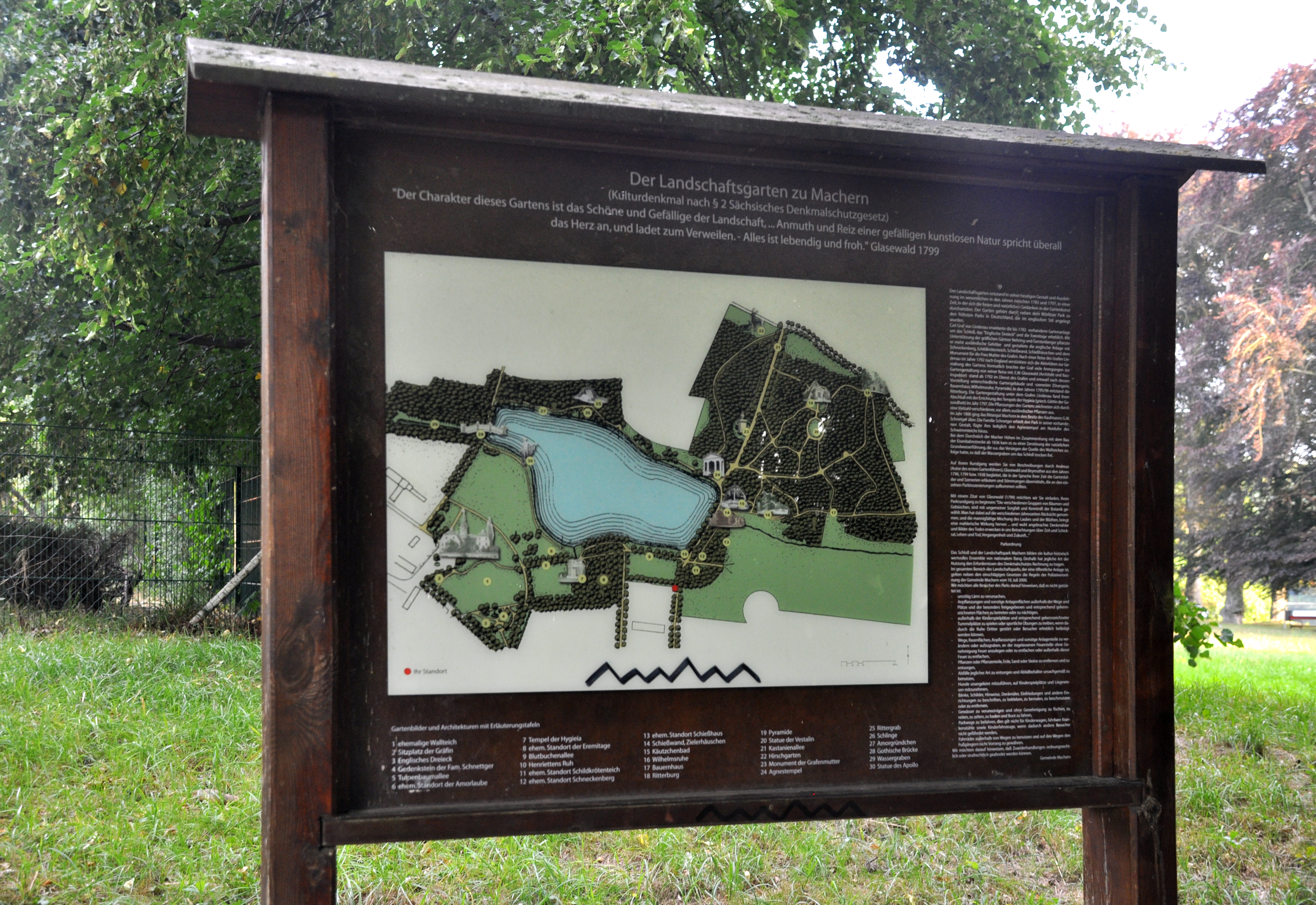
Plan des Parks Machern

Die Liste der Kulturdenkmale von Schloss und Park Machern enthält die Kulturdenkmale von Schloss Machern und Schlosspark Machern in der Gemeinde Machern, die in der Denkmalliste des Freistaates Sachsen unter der ID-Nr. 09304496 als Sachgesamtheit ausgewiesen sind. Die Anmerkungen sind zu beachten.

Diese Liste ist eine Teilliste der Liste der Kulturdenkmale in Machern.

## Legende
- Bild: Bild des Kulturdenkmals, ggf. zusätzlich mit einem Link zu weiteren Fotos des Kulturdenkmals im Medienarchiv Wikimedia Commons. Wenn man auf das Kamerasymbol klickt, können Fotos zu Kulturdenkmalen aus dieser Liste hochgeladen werden:
- Bezeichnung: Denkmalgeschützte Objekte und ggf. Bauwerksname des Kulturdenkmals
- Lage: Straßenname und Hausnummer oder Flurstücknummer des Kulturdenkmals. Die Grundsortierung der Liste erfolgt nach dieser Adresse. Der Link (Karte) führt zu verschiedenen Kartendiensten mit der Position des Kulturdenkmals. Fehlt dieser Link, wurden die Koordinaten noch nicht eingetragen. Sind diese bekannt, können sie über ein Tool mit einer Kartenansicht einfach nachgetragen werden. In dieser Kartenansicht sind Kulturdenkmale ohne Koordinaten mit einem roten bzw. orangen Marker dargestellt und können durch Verschieben auf die richtige Position in der Karte mit Koordinaten versehen werden. Kulturdenkmale ohne Bild sind an einem blauen bzw. roten Marker erkennbar.
- Datierung: Baubeginn, Fertigstellung, Datum der Erstnennung oder grobe zeitliche Einordnung entsprechend des Eintrags in der sächsischen Denkmaldatenbank
- Beschreibung: Kurzcharakteristik des Kulturdenkmals entsprechend des Eintrags in der sächsischen Denkmaldatenbank, ggf. ergänzt durch die dort nur selten veröffentlichten Erfassungstexte oder zusätzliche Informationen
- ID: Vom Landesamt für Denkmalpflege Sachsen vergebene, das Kulturdenkmal eindeutig identifizierende Objekt-Nummer. Der Link führt zum PDF-Denkmaldokument des Landesamtes für Denkmalpflege Sachsen. Bei ehemaligen Kulturdenkmalen können die Objektnummern unbekannt sein und deshalb fehlen bzw. die Links von aus der Datenbank entfernten Objektnummern ins Leere führen. Ein ggf. vorhandenes Icon  führt zu den Angaben des Kulturdenkmals bei Wikidata.

## Liste der Kulturdenkmale von Schloss und Park Machern
Diese Liste enthält alle Einzeldenkmale und Sachgesamtheitsbestandteile des Macherner Landschaftsgartens, die denkmalpflegerisch zur Sachgesamtheit Schloss und Park Machern gehören.
Die historische Bedeutung der Parkanlage ergibt sich aus dem Denkmaltext des Landesamts für Denkmalpflege Sachsen: „Der Park Machern ist einer der frühesten und bedeutenden deutschen Landschaftsparks des 18. Jahrhunderts nach englischem Vorbild und ist von gartenkünstlerischer, kunsthistorischer, bauhistorischer und ortshistorischer Bedeutung.“
| Bild                                    | Bezeichnung                                                               | Lage                                                                           | Datierung                                                                                          | Beschreibung | ID       |
| --------------------------------------- | ------------------------------------------------------------------------- | ------------------------------------------------------------------------------ | -------------------------------------------------------------------------------------------------- | --- | -------- |
| Weitere Bilder                          | Schloss und Park Machern mit zahlreichen Einzeldenkmalen (Sachgesamtheit) | Machern, Schloßplatz 1; 2; 2a; 2b; 3; 4a; 4b; 4c; 4d; 4e; 4f; 5; 6; 6b (Karte) | im Kern 16. Jh. (Schloss); 1711–1733, später überformt (Schloss); ab 1760 (Park); 1782–1799 (Park) | Sachgesamtheit Schloss und Park Machern mit folgenden Einzeldenkmalen: Schloss (Nr. 1), Orangerie (Nr. 3), sogenannte Ritterburg (mit Turm), zwei Tempel, künstliche Ruine (genannt Wilhelms Ruh), Pyramide (Mausoleum), Lindenau-Denkmal und Rittergrab im Park (Einzeldenkmale ID-Nr. 08972976), weiterhin Wohn- und Wirtschaftsgebäude des Rittergutes (Nr. 2a, Einzeldenkmal ID-Nr. 08972975), dazu Parkanlage (Gartendenkmal) und die Sachgesamtheitsteile: Nebengebäude des Rittergutes (Nr. 2, 2b, 6) – schönes mehrflügeliges barockes Schloss mit Turm, ursprünglich Wasserburg, im Inneren sogenannte Ritterstube (neogotischer Saal von 1799), großartiger alter und berühmter Park mit Teichen und Denkmälern (Ritterburg mit Wachtturm, Pyramide oder Mausoleum, Tempel der Hygieia und weitere) – einer der frühesten und bedeutenden deutschen Landschaftsparks des 18. Jahrhunderts nach englischem Vorbild, von gartenkünstlerischer, kunsthistorischer, bauhistorischer und ortshistorischer Bedeutung. | 09304496 |
| Weitere Bilder                          | Schlosspark Machern (Sachgesamtheitsteil)                                 | Machern, Schloßplatz (Karte)                                                   | ab 1760 (Park); 1782–1799 (Park)                                                                   | Sachgesamtheitsteil Park Machern; Parkanlage – großartiger alter und berühmter Park mit Teichen und Denkmälern (Ritterburg mit Wachtturm, Pyramide oder Mausoleum, Tempel der Hygieia und weitere), einer der frühesten und bedeutenden deutschen Landschaftsparks des 18. Jhdts. nach englischem Vorbild, von gartenkünstlerischer, kunsthistorischer, bauhistorischer und ortshistorischer Bedeutung. - Park: englischer Landschaftsgarten mit Teichen und Gräben - Parkarchitekturen (ID-Nr. 08972976): Tempel der Hygieia (1797), ehem. Eremitage (1784, 1947 abgebrannt), ehem. Schneckenberg, ehem. Schießsalon mit Schießwand, Wilhelms Ruh (= künstliche Ruine um 1790), Reste des ehemaligen Bauernhauses (um 1790), sogenannte Ritterburg mit Turm (1795/1796), Pyramide (Mausoleum) (1792), das Monument (= Lindenau-Denkmal 1784), Agnestempel (1806), Rittergrab, ehem. gotische Brücke (1791). | 09304496 |
| Weitere Bilder                          | Schloss Machern                                                           | Machern, Schloßplatz 1; 3 (Karte)                                              | im Kern 16. Jh.; 1711–1733, später überformt                                                       | Einzeldenkmale der Sachgesamtheit Schloss und Park Machern: Schloss – barocke Dreiflügelanlage mit Turm, urspr. Wasserburg, zweigeschossig, Mansarddach, Putzbau, Hauptportal mit Wappen, vor Portal Steinbrücke, an Südseite Altan, im Hof Treppenturm, im Inneren: Erdgeschoss gewölbt, sogenannte Ritterstube (neogotischer Saal von 1799), Rokokostuckdecken im Obergeschoss. | 08972976 |
|                                         | Ehem. Orangerie                                                           | Machern, Schloßplatz 3 (Karte)                                                 | um 1790                                                                                            | Einzeldenkmal Orangerie (Nr. 3) im Park Machern | 08972976 |
| Weitere Bilder                          | sogenannte Ritterburg (mit Turm)                                          | Machern, Schloßplatz (Karte)                                                   | 1795/96                                                                                            | Einzeldenkmal sogenannte Ritterburg mit Turm im Park Machern, errichtet 1795/96 als Parkstaffage unter Carl Heinrich August von Lindenau (1755–1842) durch den Baukondukteur Ephraim Wolfgang Glasewald (1753–1817) | 08972976 |
| Weitere Bilder                          | künstliche Ruine (genannt Wilhelms Ruh)                                   | Machern, Schloßplatz (Karte)                                                   | um 1790                                                                                            | Einzeldenkmal künstliche Ruine im Park Machern, genannt Wilhelms Ruh, benannt nach dem Preußenkönig Friedrich Wilhelm II., der den Park 1792 besucht hat. | 08972976 |
| Weitere Bilder                          | Ehem. Schießwand                                                          | Machern, Schloßplatz (Karte)                                                   | um 1790                                                                                            | Einzeldenkmal Schießwand im Park Machern | 08972976 |
| Weitere Bilder                          | Pyramide (Mausoleum)                                                      | Machern, Schloßplatz (Karte)                                                   | 1792                                                                                               | Einzeldenkmal Pyramide im Park Machern, urspr. als Gräfliches Mausoleum geplant | 08972976 |
| Weitere Bilder                          | Agnestempel                                                               | Machern, Schloßplatz (Karte)                                                   | nach 1806                                                                                          | Einzeldenkmal Agnestempel im Park Machern, errichtet nach 1806 vom neuen Besitzer Gottfried Wilhelm Schnetger (1770–1861), vermutlich nach Agnes Schnetger (1803–1888) benannt | 08972976 |
| Weitere Bilder                          | Tempel der Hygieia                                                        | Machern, Schloßplatz (Karte)                                                   | 1790                                                                                               | Einzeldenkmal Tempel der Göttin Hygieia (Tempel der Gesundheit) im Park Machern, Skulptur von Friedrich Wilhelm Eugen Döll (1790) | 08972976 |
| Direkt Bild zu diesem Denkmal hochladen | Ehem. Eremitage                                                           | Machern, Schloßplatz (Karte)                                                   | 1784                                                                                               | Einzeldenkmal Eremitage (oder Einsiedelei, später Kahnhaus, 1947 abgebrannt) im Park Machern, siehe | 08972976 |
| Weitere Bilder                          | Apollo                                                                    | Machern, Schloßplatz (Karte)                                                   | um 1790                                                                                            | Einzeldenkmal Apollostatue im Park Machern | 08972976 |
| Weitere Bilder                          | Denkende Muse                                                             | Machern, Schloßplatz (Karte)                                                   | 1789                                                                                               | Einzeldenkmal Skulptur Denkende Muse (Polyhymnia) am Englischen Dreieck im Park Machern, von Friedrich Wilhelm Eugen Döll (1789) | 08972976 |
| Weitere Bilder                          | Herkulanische Vestalin                                                    | Machern, Schloßplatz (Karte)                                                   | um 1790                                                                                            | Einzeldenkmal Statue der Vestalin im Park Machern | 08972976 |
| Weitere Bilder                          | Lindenau-Denkmal (Monument)                                               | Machern, Schloßplatz (Karte)                                                   | 1784                                                                                               | Einzeldenkmal Lindenau-Denkmal (Monument der Grafenmutter) im Park Machern, errichtet 1784 von Carl Heinrich August Graf von Lindenau zum Gedenken an seine Mutter Augusta Charlotta von Lindenau, geborene von Seydewitz | 08972976 |
| Weitere Bilder                          | Rittergrab im Park                                                        | Machern, Schloßplatz (Karte)                                                   | um 1790                                                                                            | Einzeldenkmal Rittergrab im Park Machern | 08972976 |
|                                         | Wohn- und Wirtschaftsgebäude eines Rittergutes                            | Machern, Schloßplatz 2a (Karte)                                                | um 1800, später überformt                                                                          | Einzeldenkmal der Sachgesamtheit Schloss und Park Machern: Wohn- und Wirtschaftsgebäude eines Rittergutes (Nr. 2a); Teil des Rittergutes Machern, ehemaliges Milchhaus neben dem Kuhstall, von ortshistorischer Bedeutung, jetzt Restaurant „Zum Alten Zollhaus“. | 08972975 |
| Direkt Bild zu diesem Denkmal hochladen | Nebengebäude des Rittergutes                                              | Machern, Schloßplatz 2, 2b, 6 (Karte)                                          | um 1800, später überformt                                                                          | Sachgesamtheitsteil Nebengebäude des Rittergutes (Nr. 2, 2b und 6) | 08972975 |

## Ausführliche Denkmaltexte
1. ↑  
Schloss und Park Machern:
  - Schloss: Dreiflügelanlage, zweigeschossig, Mansarddach, Putzbau, Hauptportal mit Wappen, vor Portal Steinbrücke, an Südseite Altan, im Hof Treppenturm, im Inneren: Erdgeschoss gewölbt, sogenannte Ritterstube (neogotischer Saal von 1799), Rokokostuckdecken im Obergeschoss und Orangerie
  - Park: englischer Landschaftsgarten mit Teichen und Gräben
  - Parkarchitekturen: Tempel der Hygieia (1797), ehem. Eremitage (1784, 1947 abgebrannt), ehem. Schneckenberg, ehem. Schießsalon mit Schießwand, Wilhelms Ruh (= künstliche Ruine um 1790), Reste des ehemaligen Bauernhauses (um 1790), Ritterburg (1795/1796), Mausoleum (1792), das Monument (1784), Agnestempel (1806), Rittergrab, ehem. gotische Brücke (1791).